# Турболёт
Турболёт — летающая лаборатория для испытаний двигателя и газоструйной системы управления в интересах создания самолётов вертикального взлёта и посадки.

## История
Был создан во середине 1950-х годов опытно-конструкторским бюро Лётно-исследовательского института под руководством А. Н. Рафаэлянца. Испытания проводились в 1957—1959 годах.
Ведущий лётчик-испытатель Юрий Александрович Гарнаев. В 1958 году этот летательный аппарат, пилотируемый Гарнаевым, демонстрировался на воздушном параде в Тушино. Результаты исследований были позже применены при постройке первого советского самолёта вертикального взлёта и посадки Як-36, а затем и серийного Як-38.

## Конструкция
Стенд выполнен на сварной ферме, посередине которой размещён ТРД РД-9БП, создающий вертикальную тягу (до лета 1956 года использовался ТРД РД-45Ф). Рядом были расположены кабина и топливные баки. Управление им производится с помощью газовых рулей, расположенных в канале сопла, а также струйных рулей, вынесенных на длинных фермах. Стенд может взлетать и садиться вертикально, висеть над заданным местом, совершать горизонтальные и криволинейные полёты.

## Лётно-технические характеристики
Источник

### Технические характеристики
- Экипаж: 1 человек
- Длина: 10 м
- Ширина: 10 м
- Высота: 3,8 м
- Масса:
  - максимальная взлётная масса: 2 340 кг
- Объём топливных баков: 2 × 200 л
- Двигатели:
  - РД-9БП
    - тип двигателя: турбореактивный одноконтурный
    - количество: 1
    - тяга: 2 835 кгс

### Лётные характеристики
- Время полёта: 10 мин